# Боргхолцхаузен
Боргхолцхаузен (њем. Borgholzhausen) град је у њемачкој савезној држави Северна Рајна-Вестфалија. Једно је од 11 општинских средишта округа Гитерсло. Према процјени из 2010. у граду је живјело 8.688 становника. Посједује регионалну шифру (AGS) 5754004, NUTS (DEA42) и LOCODE (DE BHA) код.

## Географски и демографски подаци
Боргхолцхаузен се налази у савезној држави Северна Рајна-Вестфалија у округу Гитерсло. Град се налази на надморској висини од 135 метара. Површина општине износи 55,9 km². У самом граду је, према процјени из 2010. године, живјело 8.688 становника. Просјечна густина становништва износи 156 становника/km².

## Међународна сарадња
| Мјесто | Држава | Врста сарадње | Од    |
| ------ | ------ | ------------- | ----- |
|        | САД    | партнерство   | 1994. |
| Извор  |        |               |       |